# Repelá

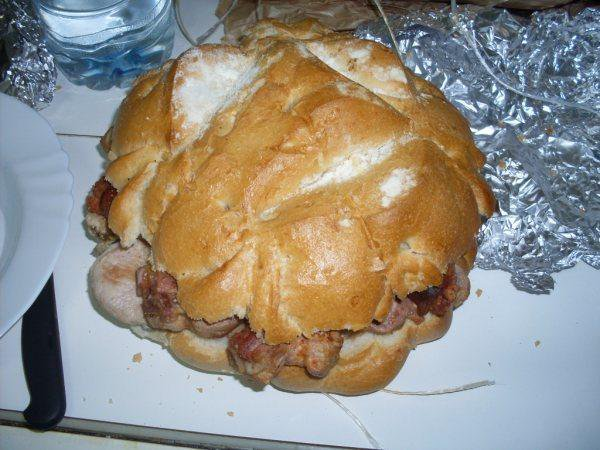
Repelá partida horizontalmente en dos mitades, con chorizo, costillas y lomo entre ambas mitades

La repelá es un pan redondo característico de Villanueva de Alcardete que suele ir relleno de múltiples alimentos cárnicos como costillas, chorizos y lomo; aunque también, puede ir acompañada de huevo, queso o rodajas de tomate. Según la tradición ésta comida es preparada por la madrina o el padrino, es decir, el familiar que saca a cada uno como hijo durante el bautismo. Se celebra el día 20 de enero o día de San Sebastián, día en el que se va a "correr la merienda". No es fiesta local, pero la tradición hace que, la gente joven, vaya a pasar el día al campo a comer la repelá.
- Datos: Q6105809